# Gorun (okręg Neamț)
Gorun – wieś w Rumunii, w okręgu Neamț, w gminie Oniceni. W 2011 roku liczyła 355 mieszkańców.